# Gruppo dell'atelestite
Il gruppo dell'atelestite è un gruppo di minerali formato da ossisali del bismuto con formula generica:
Bi2OXO4(OH)
dove X = fosforo (P), arsenico (As) oppure vanadio (V).

## Minerali del gruppo dell'atelestite
- Atelestite
- Hechtsbergite
- Smrkovecite